# سالون وسترن

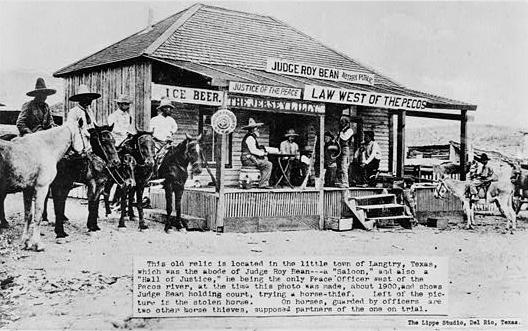
نمایی قدیمی از یک سالن وسترن در تگزاس مربوط به سال ۱۹۰۰.

سالون وسترن (نیز: سالن غربی یا سالون) (انگلیسی: Western saloon) نامی عمومی برای اشاره به انواع بار در دوره غرب وحشی در آمریکا است. این سالن‌ها به گاوچران‌ها، تله گذاران، شکارچی‌های جایزه‌بگیر، سربازان، فراریان از قانون، افراد قانون، معدنکاران و مانند آنها خدمات ارائه می کردند.

## نگارخانه

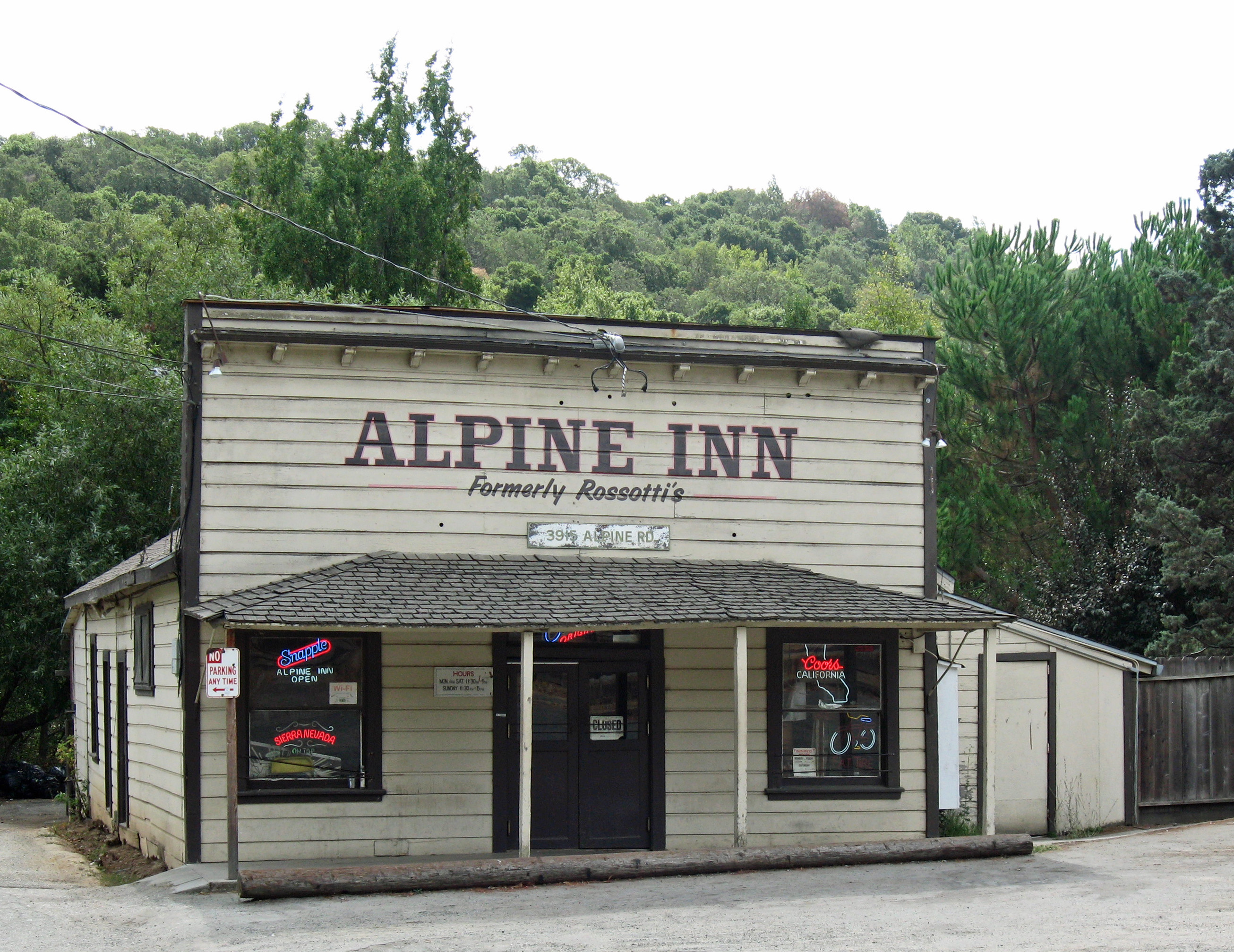
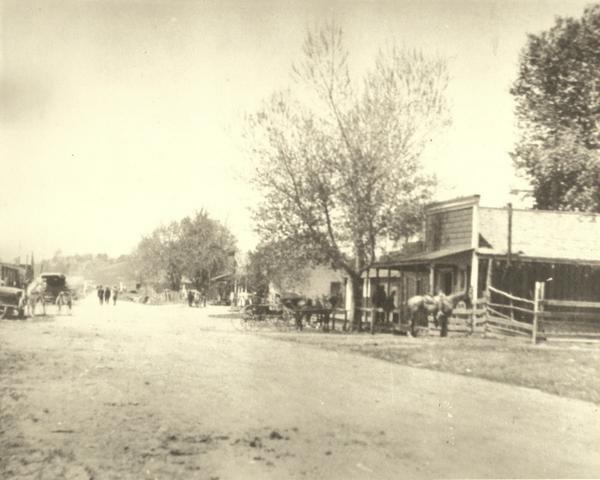
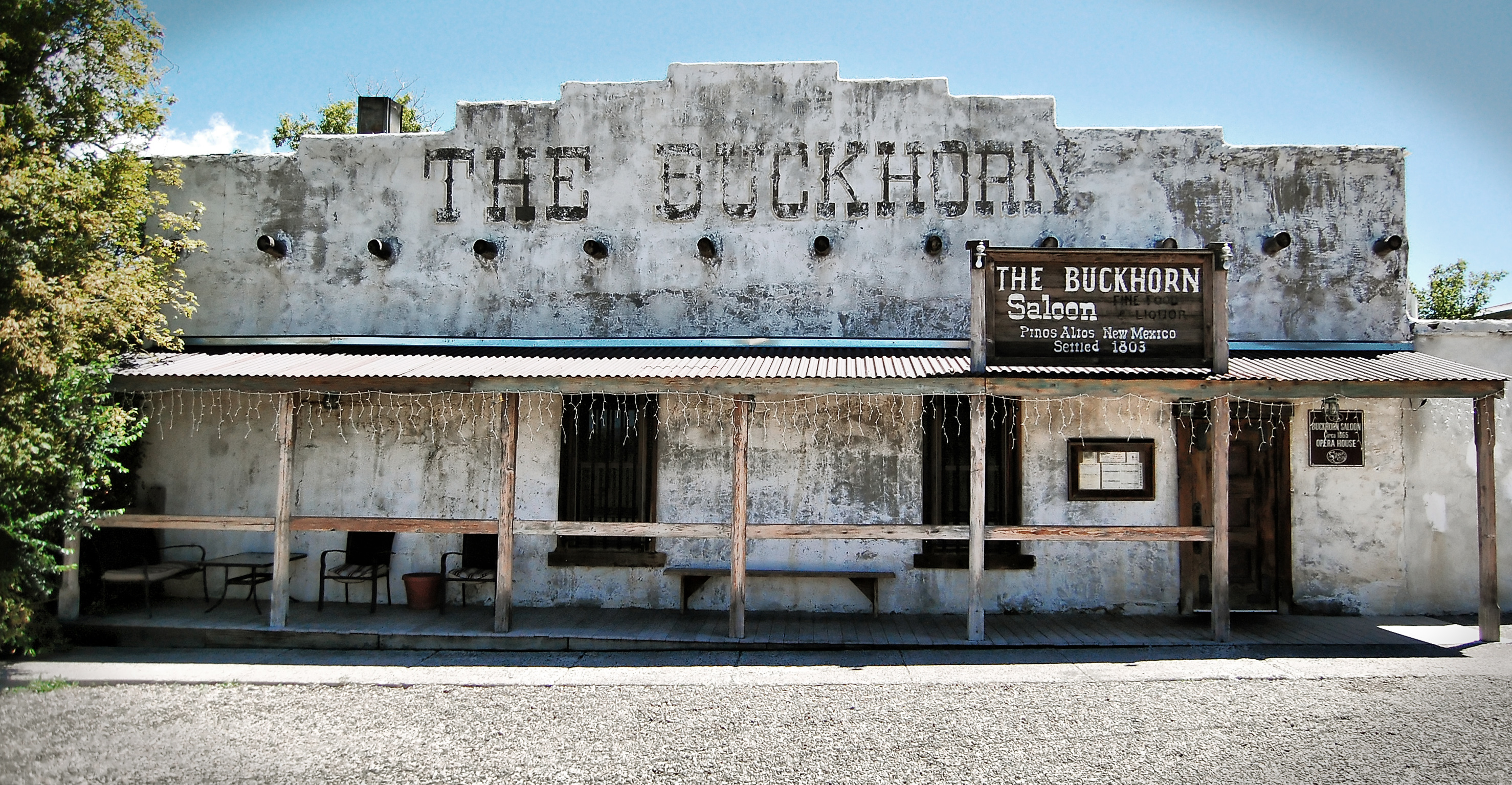
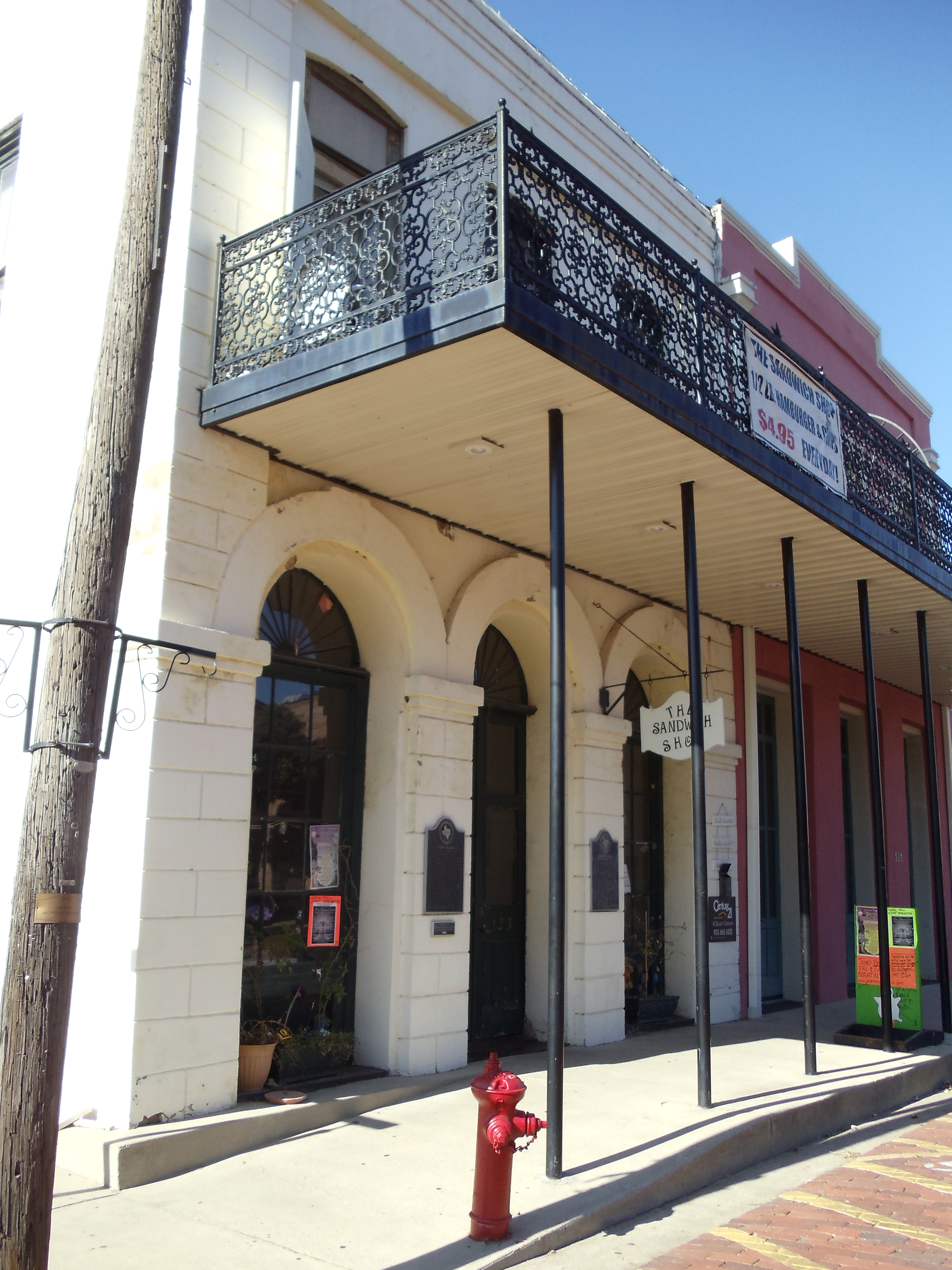